# Schülerzeitungswettbewerb der Länder
Der Schülerzeitungswettbewerb der Länder (kurz SZWdL) ist ein bundesweiter Wettbewerb der Jugendpresse Deutschland, der jährlich herausragende Leistungen von Schülerzeitungen würdigt. Ziel ist es, die journalistische Arbeit an Schulen zu fördern und Schüler zur kritischen Auseinandersetzung mit gesellschaftlichen Themen zu ermutigen. Der Wettbewerb wird seit 2004 durchgeführt.

## Hintergrund und Zielsetzung
Der Wettbewerb wird gemeinsam von der Kultusministerkonferenz (KMK) und der Jugendpresse Deutschland veranstaltet. Er richtet sich an Redaktionen von Schülerzeitungen aller Schulformen – von Grundschulen über weiterführende Schulen bis zu Berufsschulen. Neben der Förderung journalistischer Kompetenzen soll der Wettbewerb die Meinungsfreiheit und demokratische Bildung an Schulen stärken.

## Ablauf
Die Teilnahme erfolgt in der Regel durch die Einreichung der aktuellen Ausgabe einer Schülerzeitung auf Landesebene. Die besten Zeitungen eines Bundeslandes werden anschließend zum Bundeswettbewerb nominiert. Dort werden sie von einer unabhängigen Jury, bestehend aus Journalisten, Medienpädagogen und Vertretern der Schulaufsicht, bewertet.

## Kategorien
Auszeichnungen werden in verschiedenen Kategorien vergeben, darunter:
- Beste Schülerzeitung je Schulform
- Thematische Sonderpreise, z. B. für politische Bildung, Umwelt, Europa oder kulturelle Vielfalt
- Online-Zeitungen bzw. digitale Formate
- Innovative journalistische Formate

## Preisverleihung
Die Preisverleihung findet jährlich in Berlin statt, seit einigen Jahren im Bundesrat oder in einer anderen bedeutenden Institution. Die Gewinner erhalten Urkunden, Sachpreise und oft auch Einladungen zu journalistischen Workshops oder Medienreisen.

## Bedeutung
Der Wettbewerb gilt als wichtiges Instrument zur Förderung der Medienkompetenz in der Schule. Viele ausgezeichnete Schülerzeitungen berichten kritisch über schulische, gesellschaftliche und politische Themen und tragen so zur Meinungsbildung bei. Zahlreiche ehemalige Teilnehmer sind später in journalistischen Berufen tätig.